# Bèze
Pour les articles homonymes, voir Bèze (homonymie).
Pour les articles ayant des titres homophones, voir Baise et Baize.
 (avril 2019).
Si vous disposez d'ouvrages ou d'articles de référence ou si vous connaissez des sites web de qualité traitant du thème abordé ici, merci de compléter l'article en donnant les références utiles à sa vérifiabilité et en les liant à la section « Notes et références ».
Bèze est une commune française située dans le département de la Côte-d'Or en région Bourgogne-Franche-Comté, à 30 km au nord-est de Dijon. Ses habitants sont appelés les Bèzois.
La commune fait partie de l'Association des communes de France aux noms burlesques et chantants.

## Géographie
Bèze se situe dans l'est de la Côte-d'Or, à 30 km au nord-est de Dijon et à 30 km au sud de Langres.

### Transport
- à 6 h 45 : vers Dijon en passant par plusieurs autres villages ;
- à 13 h 05 : deux se croisent à Bèze : l'un part vers Dijon, l'autre vers Gray ;
- à 18 h 20 : départ de Dijon, Rue Paul Cabet[1].

Autrefois, le village était desservi par train (ligne de Saint-Julien (Troyes) à Gray).

### Climat
Pour des articles plus généraux, voir Climat de la Bourgogne-Franche-Comté et Climat de la Côte-d'Or.
En 2010, le climat de la commune est de type climat océanique dégradé des plaines du Centre et du Nord, selon une étude du Centre national de la recherche scientifique s'appuyant sur une série de données couvrant la période 1971-2000. En 2020, Météo-France publie une typologie des climats de la France métropolitaine dans laquelle la commune est exposée à un climat océanique altéré et est dans une zone de transition entre les régions climatiques « Lorraine, plateau de Langres, Morvan » et « Bourgogne, vallée de la Saône ». 
Pour la période 1971-2000, la température annuelle moyenne est de 10,8 °C, avec une amplitude thermique annuelle de 17,9 °C. Le cumul annuel moyen de précipitations est de 951 mm, avec 13 jours de précipitations en janvier et 8,4 jours en juillet. Pour la période 1991-2020, la température moyenne annuelle observée sur la station météorologique de Météo-France la plus proche, « Poyans », sur la commune de Poyans à 15 km à vol d'oiseau, est de 11,1 °C et le cumul annuel moyen de précipitations est de 911,8 mm,. Pour l'avenir, les paramètres climatiques de la commune estimés pour 2050 selon différents scénarios d'émission de gaz à effet de serre sont consultables sur un site dédié publié par Météo-France en novembre 2022.

## Urbanisme

### Typologie
Au 1er janvier 2024, Bèze est catégorisée bourg rural, selon la nouvelle grille communale de densité à 7 niveaux définie par l'Insee en 2022.
Elle est située hors unité urbaine. Par ailleurs la commune fait partie de l'aire d'attraction de Dijon, dont elle est une commune de la couronne,. Cette aire, qui regroupe 333 communes, est catégorisée dans les aires de 200 000 à moins de 700 000 habitants,.

### Occupation des sols
L'occupation des sols de la commune, telle qu'elle ressort de la base de données européenne d’occupation biophysique des sols Corine Land Cover (CLC), est marquée par l'importance des territoires agricoles (67,6 % en 2018), une proportion sensiblement équivalente à celle de 1990 (68,2 %). La répartition détaillée en 2018 est la suivante : terres arables (62,6 %), forêts (28,9 %), prairies (5 %), zones urbanisées (3,3 %), eaux continentales (0,2 %). L'évolution de l’occupation des sols de la commune et de ses infrastructures peut être observée sur les différentes représentations cartographiques du territoire : la carte de Cassini (XVIIIe siècle), la carte d'état-major (1820-1866) et les cartes ou photos aériennes de l'IGN pour la période actuelle (1950 à aujourd'hui).

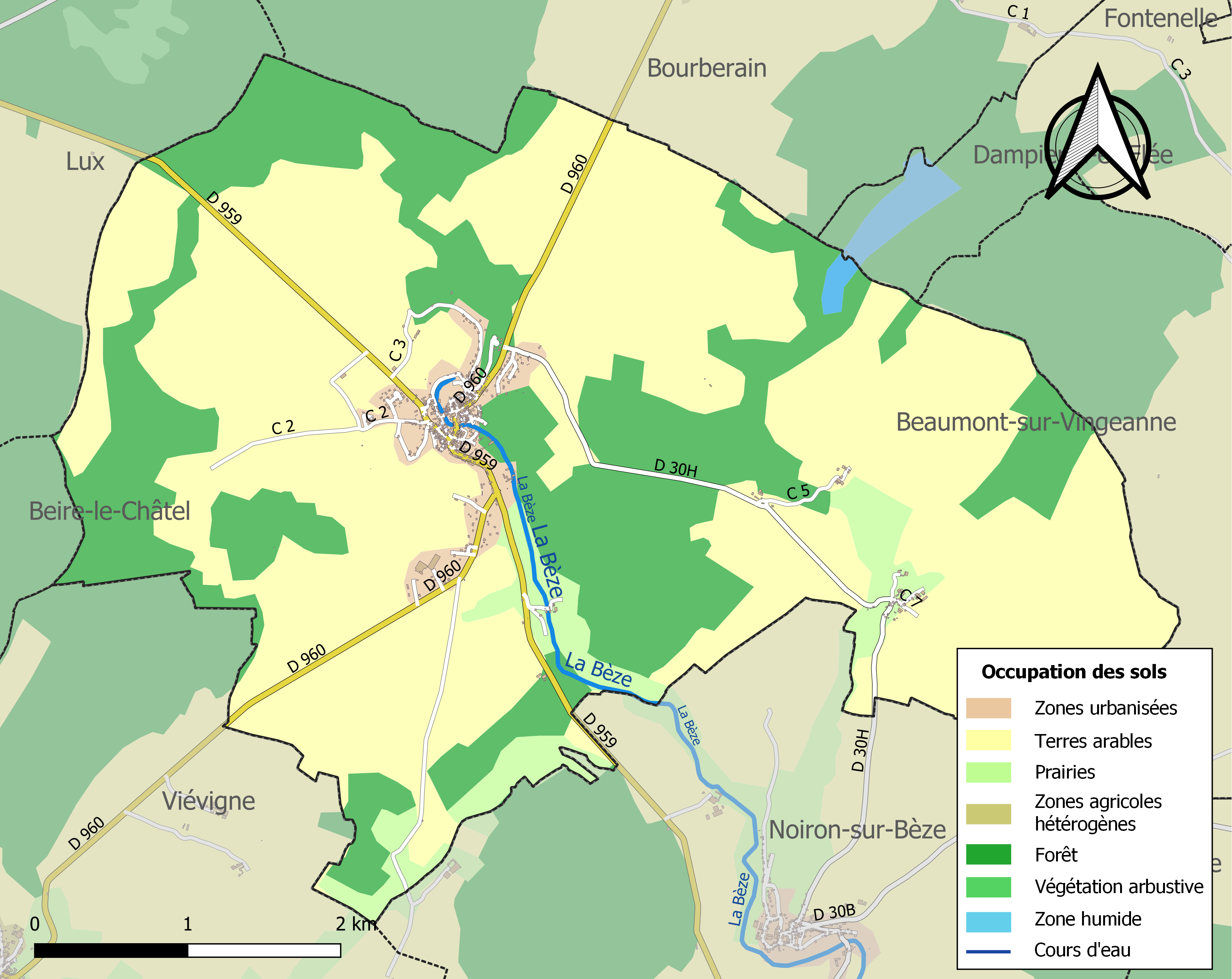
Carte des infrastructures et de l'occupation des sols de la commune en 2018 (CLC).

## Histoire

### Les origines de Bèze
Bèze, attesté en latin sous la forme [fons] Besua «[source de la] Bèze», doit son nom à sa situation près de la source de la rivière éponyme, la Bèze.
La présence humaine est avérée dès le paléolithique supérieur sur l'un des points culminants de la commune.
Aucune trace archéologique d'occupation celtique n'a été retrouvée à ce jour sur le territoire de la commune, cependant des fouilles d'archéologie préventive ont confirmé leur présence à proximité,.  

La conquête romaine amena la création de routes importantes, à partir d'axes commerciaux plus anciens. La « voie Agrippa », construite au Ier siècle après Jésus Christ, reliait Langres à Lyon, cune autre route permettait de joindre Besançon à Autun, ces axes se croisaient à proximité de Bèze. Des monnaies d’Hadrien (empereur 117-138), de Faustine (impératrice de 138 à ~140, femme d'Antonin le Pieux successeur de Hadrien) et de Constance ont été retrouvées dans les fondations d'une maison à Bèze.

### Les invasions barbares
Le déclin de l'Empire Romain attire dans la région des « barbares » venus de Germanie parmi lesquels «les Burgondes », qui ont laissé leur nom à la Bourgogne. Le site de Bèze était probablement habité mais, comme tout l'est Dijonnais, il est dévasté et ruiné lors de ces incursions (alamans, vandales…)
L'Empereur romain Constance Chlore, après avoir battu vers l'an 300 les Alamans venus jusqu'aux portes de Langres, décide d'installer une partie des vaincus des guerres précédentes, les Francs Hattuaires, sur les bords de la Saône, de la Seine, de la Tille, de la Bèze et de la Vingeanne. Le but de cette installation était de repeupler et de cultiver le vaste pays compris entre ces rivières.

### La fondation de l'abbaye
L'histoire écrite de Bèze commence à la fondation de l'abbaye dite de Bèze-Fontaine. L'histoire du village et de l'abbaye restent intimement liées pendant plus de mille ans.
En 628, Dagobert Ier devient roi de Bourgogne et de Neustrie à la mort de son père Clotaire II. Conseillé par Saint Éloi, Saint Ouen et Saint Didier, il décide de rétablir l'autorité royale et vient en Bourgogne pour affirmer son pouvoir. Il est surnommé « le bon roi » par le peuple. Mais il charge aussi trois grands seigneurs, les ducs Amalgaire, Arnebert et Willibaud, d’assassiner Brunulfe, l’oncle de son demi-frère Aribert, parce qu'il avait contesté le partage des terres franques entre les deux frères. Une fois rentré à Paris, le roi Dagobert se repend de son acte et pour racheter ses péchés, décide de créer l’abbaye de Saint-Denis. En même temps, il récompense les trois seigneurs qui ont effectué l’assassinat demandé en leur donnant des terres.
C'est ainsi qu'Amalgaire, duc «bénéficiaire» (titre non héréditaire que Courtépée appelle « duc amovible ») de Bourgogne, reçoit entre autres propriétés la terre de Fons Besua. Afin de racheter ses fautes, il y fonde un monastère avec sa femme Aquiline, sous le vocable de saint Pierre et saint Paul, en l’an 616 (suivant Mabillon) ou 630 (suivant le P. Le Cointe). L’un de ses trois fils, Waldalène, est nommé premier abbé de Bèze.
L'abbaye Saint-Pierre de Bèze est la quatrième abbaye mérovingienne créée dans le diocèse de Langres. Dès sa création, elle est dotée de biens considérables. Elle possède et a sous son autorité les villages de Viévigne, Beire, Treige, Spoy, Oisilly, Blagny, Crimolois. Elle a 12 pièces de vignes à Marsannay la Côte et d’autres vignes à Couchey et Beaune. Elle possède également des terres à Dijon, Longvic, Chenôve, Prenois, Daix et un grand vignoble à Gevrey avec serfs et serviteurs. En 655, l’abbaye possède une école monastique.
En 634, Amalgaire dote à nouveau l’abbaye en lui donnant les fiefs de Jancigny, Talmay et des terres à Heuilley-sur-Saône (bois de Chy), Perrigny-sur-l'Ognon et Pontailler-sur-Saône où l’abbaye fait construire une chapelle au vocable de Saint Hippolyte. Ces terres de Talmay et Heuilley restent propriété de l’abbaye jusqu’en 1234, date à laquelle elles sont données par l’évêque de Langres à Guillaume II de Champlitte-Pontailler, malgré l’opposition des moines de Bèze. Se considérant spoliée, l’abbaye recourt à l’arbitrage du pape Innocent IV qui lui donne raison, par écrit, en 1245. Ce qui n’empêche pas Guillaume II de garder ces terres, avec l’accord de l’évêque de Langres.

### La vie des moines au haut Moyen Âge
Sept offices commandaient leur journée et les moines avaient peu de sommeil.
En hiver (de novembre à Pâques), ils se levaient à deux heures du matin pour chanter les nocturnes puis remontaient achever leur nuit. Ils se lavaient au lavoir puis gagnaient leur stalle dans le chœur. Ils avaient deux heures de lecture puis travaillaient 7 heures d’affilée. Ensuite avait lieu le repas suivi de lectures.
En été (de Pâques à novembre) ils travaillaient de 6 heures du matin à 10 heures. Ils avaient ensuite deux heures de lecture et leur repas. Puis ils faisaient une sieste ou de la lecture puis retournaient travailler jusqu’au repas du soir qui avait lieu avant la nuit.
Leur travail consistait à cultiver les champs ou les vignes, entretenir les jardins et les vergers, réparer, construire et aménager les locaux, labourer, moissonner et conduire le bétail aux prés et les pourceaux à la glandée. Ils étaient fermiers, bûcherons, meuniers, boulangers et maçons.
L’abstinence et la sobriété étaient le fondement de la règle de Saint-Benoit et la viande était réservée aux malades.
Ils se nourrissaient de bouillie d'orge ou d'avoine, de légumes, de purée de pois ou de fèves et de fruits. Ils avaient aussi droit à du cresson, du sel, du pain et un demi-litre de vin par jour. Les rations étaient doublées les jours de fête et agrémentées d’œufs, de poissons et de fromages.
Ils portaient une tunique en laine qui allait jusqu'à mi-jambe et portaient par-dessus la coule qui est une robe large et flottante allant jusqu’aux pieds et aux manches longues. L’abbé leur distribue leurs vêtements ainsi qu'un mouchoir, un peigne de bois, un couteau, une aiguille, du fil, un stylet et une tablette pour écrire.
Ils dormaient habillés avec un drap de serge, une couverture et un oreiller.
Le silence leur était imposé. Ces bénédictins imberbes avaient la tête rasée à l’exception d’une couronne de cheveux au-dessus des oreilles.
Les punitions (éventuellement corporelles) étaient sévères pour ceux qui désobéissaient.
L’abbé élu y avait autorité sur tous.

### Fléaux et calamités de 660 à 937
Malgré les richesses du monastère de Bèze, la vie y est précaire et laborieuse. Les moines doivent assainir les sols marécageux et endiguer la rivière pour se préserver des inondations. Mais la dévastation peut aussi venir de l'extérieur, car entre 660 et 937 l’abbaye est détruite 7 fois. 
Entre 655 et 660, le duc Amalgaire meurt. Les terres de l’abbaye sont dévastées, des nobles francs contestant la propriété de terres que l’abbaye possède. L'abbaye est mise à sac. Afin de la protéger, Waldalène obtient l’appui du roi Clotaire III qui signe en 664 une ordonnance de restitution des terres spoliées. Grâce à l’action énergique du duc de Langres, Silchelme, l’abbaye retrouve ses biens dès 666.
En 676, l'abbaye est dévastée une seconde fois par une armée austrasienne appelée par le duc des Attuariens Aldaric, pour l’aider dans des querelles avec Ebroïm, le maire du palais des royaumes francs de Neustrie et Bourgogne. Cette armée de soudards -commandée par le roi Dagobert II- est vaincue et le duc Aldaric qui l'a fait venir est dépouillé de ses biens. Ceux-ci sont donnés à l’abbaye. 
Vers 731, les Sarrasins atteignent Bèze. Le monastère ainsi que la région sont dévastés. Autun est détruite la même année. Charles Martel les arrête à Poitiers. 
En 752, Pépin le Bref donne à son demi-frère Rémi, âgé de 18 ans, plusieurs abbayes en Bourgogne. Rémi finit par confier l’abbaye de Bèze à sa favorite Angla. Elle continue à dépenser les richesses de l’abbaye et la ruine. Puis l’abbaye est désertée à cause d’une épidémie de peste ou de choléra. Grâce à sa haute naissance, vers 762, Rémi est nommé archevêque de Rouen où sa conduite est exemplaire, ce qui lui vaut d'être canonisé.
Vers 834, à la suite de la réforme de l'évêque Albéric, les moines substituent la règle de saint Benoît à la règle de saint Colomban.
En 888, c'est l'invasion normande. Les cinq moines, un prêtre et un enfant restés sur place pour défendre l'abbaye sont tués. Les Normands dévastent, saccagent et ravagent la ville. La vieille grotte sert d’abri aux hommes du village et aux moines qui s’y sont cachés. Une terrible famine sévit après le départ des Normands car leur armée avait anéanti les récoltes. L’abbaye est désertée. En l'an 900, l’abbaye est restaurée et s’entoure de fortifications. 
En 935-936, les Hongrois entrent en Bourgogne et incendient l’abbaye sur leur passage.
En 937, les Hongrois reviennent et incendient à nouveau l’abbaye qui est détruite de fond en comble. Une immense famine succède à la ruine générale. L’abbaye restera déserte pendant 51 ans.

### Renaissance et apogée
En 988, l'abbaye est dévastée et envahie par les herbes. Le moine Guillaume de Volpiano trouve un mécène en la personne de Raoul le Blanc, vicomte de Dijon qui consacre son immense fortune pour la reconstruction du monastère. Il oblige les moines à étudier. L’abbé Guillaume part à Rome et revient avec une équipe d'artistes spécialisés en tous genres. Des écoles de peinture, de sculpture, d’architecture, d’ébénisterie ainsi que des écoles de lettres et de scribes s’ouvrent à Bèze. La bibliothèque, détruite par les Normands, commence à se reconstituer et à s'enrichir. C'est à cette époque que la chapelle Saint-Prudent est construite. Guillaume de Volpiano meurt en 1025. 
En 1033, le duc de Bourgogne, Robert Ier, essaye de s’approprier les richesses de l’abbaye avec l’accord tacite du nouvel évêque de Langres, Hugues de Breteuil. L'abbé de Bèze, Olger, qui s'oppose à cette spoliation est emprisonné. Le duc essaye alors de faire transférer discrètement à Dijon les trésors de l’abbaye, avec la complicité de quelques moines. Mais la manœuvre est démasquée et les villageois font appel à leur seigneur de tutelle, le comte de Beaumont-sur-Vingeanne pour venir s’opposer aux hommes du duc. La garnison du château de Beaumont, aidée par des centaines de serfs et vilains des villages voisins, empêche le transfert et libère l'abbé Olger.
Le nom de Fontaine de Bèze disparaît pour celui de Saint-Pierre de Bèze.
Le 18 février 1107, le pape Pascal II, après avoir consacré la cathédrale Saint-Bénigne de Dijon, visite Bèze où une marée humaine assiste à la messe, en présence du duc de Bourgogne Hugues II et de nombreux cardinaux, évêques, comtes et seigneurs. À cette époque, l'église Saint-Rémi est entièrement reconstruite et l'abbaye augmente son patrimoine grâce à de nombreuses donations. Des foires ont lieu à Bèze et ont un grand succès. En 1198, l’abbaye flambe ainsi qu’une partie du bourg.
En 1209, l'abbaye s'entoure de murailles avec fossés et pont-levis. Le monastère est appelé le château. Mais l'abbaye s'endette et doit vendre ses vignes du clos de Bèze. Le peuple est écrasé sous les dîmes, les cens, et les innombrables tailles et corvées. En revanche, la bourgeoisie s'est enrichie grâce au commerce et s'est instruite dans les écoles fondées par le monastère. L’école du monastère prend une grande expansion. Comme les enfants confiés dès 11-12 ans troublent le silence monastique, les moines décident d’en transférer une partie à l’extérieur. On construit une école pour l'instruction des enfants qui ne sont pas destinés à l'Église. De nombreuses industries sont créées ou développées : des tanneries de foulon d’écorces ou de draps, des fourneaux, des huileries, des moulins, des tuileries.
En 1250, Bèze possède une léproserie mais les malades sont trop nombreux. Alors les moines s'engagent à régler la dette de la léproserie et prennent en charge à perpétuité son entretien.

### La guerre de Cent Ans
Le roi Charles IV de France meurt sans héritier, Philippe VI de France et Édouard III d'Angleterre prétendent au trône. À partir de 1337, la France et l’Angleterre s’opposent en un long conflit fait de périodes violentes et de périodes de paix : c'est la guerre de Cent Ans (1337-1453).
En 1347, la peste noire fait son apparition et ravage la France pendant trois ans. En 1350, Jean II le Bon succède à son père Philippe VI. Il est fait prisonnier à la bataille de Poitiers en 1356 et est obligé de livrer un tiers de la France aux Anglais par le traité de Brétigny en 1360. La même année,  le roi Édouard d'Angleterre licencie ses grandes compagnies, bandes d’aventuriers et d’étrangers, qui se répandent en France. 
Elles mettent aussi à mal la Bourgogne. Ce n'est qu’en 1369 que Du Guesclin parvient à s’en débarrasser.
En 1364, Charles V de France succède à son père. Il reprend presque toutes les terres données aux Anglais.
En 1379, à la reprise de la guerre, la population de Bèze ne compte plus que 111 hommes et femmes. L’abbaye s’endette. Les vieilles fortifications sont devenues inefficaces. La pauvreté s’installe.
Sous l'impulsion de Simon de Torcenay, abbé de Bèze, des fossés sont creusés avec douves et pont-levis. Les tours carrées sont remplacées par des tours rondes couronnées de machicoulis et de créneaux. Elles sont aménagées en prison et percées de meurtrières. Les vieux souterrains sont remis en état. Bèze est alors réputé invulnérable. Une garnison y réside en permanence et le guet est fait jour et nuit. De cette forteresse, il ne reste que deux des grosses tours d’angle des remparts, la « tour d’Oysel » et la « tour de chaux ».
En 1437, les écorcheurs apparaissent en Bourgogne et s’arrêtent à Bèze. Le bourg fortifié est envahi. On ignore s'ils ont pénétré dans l’abbaye. En 1445, les écorcheurs reviennent. Le bourg est réduit à 47 feux.
En mai 1480, Louis XI autorise les foires de Bèze par lettres patentes de sorte que la ville s'agrandit.

### Décadence de l'abbaye

#### Régime de la commende
Les abbés ne sont plus élus par leurs moines mais nommés par le roi ; le régime de la commende se généralise. C'est la porte ouverte à la décadence spirituelle et temporelle des établissements religieux.
En 1535, le roi François Ier traverse la Bourgogne et passe à Bèze.

#### Guerres de Religion
Vers 1547, le protestantisme fait des adeptes. Chazeuil, Fontaine-Française, Is-sur-Tille, Mirebeau et Gemeaux comptent de nombreux partisans de la religion réformée.
En 1560, le trésor de l’abbaye s'amoindrit car les moines sont obligés de financer les guerres de religion que mène le jeune roi Charles IX pour la défense de la religion catholique - et pour son trône.
Malgré la peste, la disette et les épidémies qui sévissent au XVIe siècle, Bèze est un site industriel réputé. Il y a des forges, des tuileries, des poteries, un moulin à écorces pour le tannage, des tanneries. Des artisans travaillent la pierre, le bois. Il y a aussi des maçons et un maréchal-ferrant. On cultive beaucoup de chanvre et deux moulins à farine fonctionnent. Les foires de Bèze ont lieu quatre fois par an et les paysans et artisans viennent vendre leur production au marché qui a lieu une fois par semaine sous les halles. Mais en 1586, le duc Charles de Mayenne s’empare de Dijon et de plusieurs autres villes de Bourgogne. Des mercenaires passent et repassent à Bèze. Les forges tombent en ruine.
En 1589, Henri IV est reconnu roi, mais Bèze se retrouve au centre de la guerre civile qui oppose le comte de Tavannes pour le roi (protestant) et le vicomte de Tavannes pour la Ligue (catholique). Bèze subit les assauts des ligueurs. La région est ravagée car les troupes sont mal payées et se dédommagent par des pillages. L’abbaye est dévastée et ne compte plus que 6 moines et 2 novices. En 1595, Henri IV est victorieux de Charles de Mayenne et des Espagnols à la bataille de Fontaine-Française. Mais la peste et la famine continuent à sévir. Le village de Viévigne est réduit à 8 familles.

#### Guerre de Trente Ans
En 1603, une papeterie s'installe à Bèze. Quelques réparations sont entreprises. Malgré les traités de neutralité[Lesquels ?], la guerre est à nouveau aux portes de Bèze. En 1636 le comte de Gallas, à la tête de ses Impériaux, ravage la vallée de la Vingeanne, passe à Noiron puis à Mirebeau. Viévigne est dévasté, Bèze est incendié. L’armée royale arrive et cause à son tour de nouvelles dégradations. Les soldats contaminent les habitants de la peste. En 1644, tout n’est que ruine. Sur 95 maisons détruites, 37 seulement appartiennent à des hommes vivants. Les fourneaux sont détruits. Les dépendances de l’abbaye sont inhabitées et ruinées.
En 1662, 12 religieux de Saint-Maur viennent s'installer à Bèze pour y rétablir la discipline et la régularité. Les foires reprennent en 1665. Les tours n'ont plus rien de défensif : celle du nord-est devient un pigeonnier et prend le nom de tour d’Oysel et celle du nord-ouest de tour aux Choues (chouettes). Le vieux bourg n'est plus qu'un misérable village de 120 habitants dont la moitié sont de pauvres manœuvres, des veuves, des mendiants. L'autre moitié est constituée de laboureurs, de vignerons et d'artisans.
En 1696, l'église Saint-Rémi est fermée par manque d'entretien. Le terrible hiver de 1709 amène famine et épidémies. En 1712, les halles de Bèze disparaissent. 
En 1714, naissance de François Clément, fils de Claude Blaise Clément, bailli des terres et seigneuries dépendant de l'abbaye de Bèze, et de Didière Moniot. Le jeune François passe son enfance dans la maison paternelle au pied de la chapelle Saint-Prudent. Il est envoyé à Dijon pour y faire ses études chez les jésuites du fameux collège des Godrans (contigu à l'hôtel Godran).
En 1724, l'abbaye est sans abbé et devient un simple couvent.

### La Révolution
Du 23 décembre 1788 au 14 janvier 1789, la Bèze ne coule plus, l'eau dans le trou est gelée. Les temps sont durs et la révolte gronde. Lors de la nuit du 4 août 1789, la féodalité est abolie. Le 26 août, l'assemblée abolit les privilèges et rédige la Déclaration des Droits de l'Homme et du Citoyen.
La légende raconte qu'un jour « ceux de la Vingeanne » arrivèrent aux portes de l'abbaye armés de bâtons, de fourches et d’instruments divers en criant et en vociférant contre les moines. Ces derniers eurent juste le temps de s'enfuir dans un souterrain pour échapper au massacre. » Cette véritable émeute révolutionnaire est la seule qui semble avoir eu lieu contre les moines barons de Bèze. Il n'y eut ni gens tués, ni bâtiments incendiés et ce simple épisode de la « grande peur » faisait peut-être partie des nombreuses fausses nouvelles semées dans les campagnes pour y jeter la terreur.
La loi du 2 novembre 1789 met à la disposition de l’État tous les biens du clergé. Elle déclare ne plus reconnaître les vœux religieux et rend la liberté à tous les cloîtrés.
L'Assemblée Constituante assure en même temps un « salaire » aux curés et l'abbé Guelaud, curé de Bèze, est un des premiers à applaudir ces décrets et à confisquer tous les biens des moines, contre lesquels il avait toujours lutté depuis son arrivée à Bèze, en soutenant les habitants contre leur seigneur.
En février 1790, l’abbé Guelaud est élu maire. L’inventaire des biens de l’abbaye est fait en mai 1790. Il y a 4 175 livres dans la bibliothèque.
À partir de janvier 1791, les biens de l’abbaye sont mis en vente : des terres, la tuilerie, un moulin, des maisons dans Bèze, la chapelle Saint-Prudent, le four banal, la chapelle Notre-Dame des Groisses sont vendus pour 209 410 livres. La commune, d’après la loi, garde le 1/16e de la somme. Tous les objets précieux, vases sacrés et reliquaires doivent être versés au trésor public.
En 1793, Louis XVI est guillotiné et Robespierre est au pouvoir. C’est la Terreur, la création des comités de salut public, le gouvernement révolutionnaire, la loi des suspects, le culte de l’être suprême et de la déesse raison. La France est couverte d’échafauds.
Les premiers coups de pics sont donnés aux bâtiments monastiques. La tradition rapporte que pour récupérer sans peine et à moindre frais le plomb recouvrant la toiture de l’église (pour le vendre aux armées), l’église fut remplie de fagots et entièrement brûlée.
1795, l'église du monastère est rasée. Tout le centre de la grande maison conventuelle, longue de 113 mètres, tombe à son tour. Là se trouvaient les salles de réception, la galerie cloître, l’escalier en fer-à-cheval, les galeries menant du dortoir à l’église.
Le bâtiment servant aux moines de pressoir, la cuverie, est racheté 12 000 livres par la commune pour y installer la mairie et l’école.
L'ère de l'abbaye s'arrête.

### XIXesiècle
La révolution industrielle et l'amélioration des conditions de vie ont apporté un souffle nouveau au village : arrivée de chemin de fer, développement de nombreuses industries et augmentation de la population.

### Passé ferroviaire du village
|  |  |

De 1882 au 2 mars 1969, la commune a été traversée par la ligne de chemin de fer de Troyes à Gray, qui, venant de la gare de Lux, s'arrêtait à la gare de Bèze, contournait le village par l'ouest, et ensuite se dirigeait vers la gare  de Mirebeau-sur-Bèze.
La gare, dont les bâtiments sont encore présents de nos jours, était située au sud-ouest en limite de village sur la route de Viévigne. L'horaire montre qu'en 1914, 4 trains s'arrêtaient chaque jour à la gare de Bèze dans le sens Troyes-Gray et 4 autres dans l'autre sens. À une époque où le chemin de fer était le moyen de déplacement le plus pratique, cette ligne connaissait un important trafic de passagers et de marchandises.
À partir de 1950, avec l'amélioration des routes et le développement du transport automobile, le trafic ferroviaire périclite. La ligne est ferméeau trafic voyageurs le 2 mars 1969. Encore en place, elle est utilisée épisodiquement pour un service de maintenance.

### XXesiècle
Après un déclin de population à la suite de la Première Guerre mondiale, la fermeture de certaines industries, la modernisation des pratiques agricoles et l'exode rural, la population passe en dessous de 500 habitants à la fin des années 1960. La création de lotissements, la proximité de l'agglomération dijonnaise, le cadre de vie agréable et le développement de l'activité touristique ont depuis contribué à l'augmentation du nombre d'habitants et son attrait. On estime que plus de 100 000 visiteurs découvrent les charmes du village de Bèze chaque année. En 2017, ils provenaient de plus de 70 pays différents.

## Économie
Ce village a aujourd'hui une activité principalement centrée sur les secteurs agricoles et de services (hôtellerie/restauration, tourisme, services à la personne), il a cependant un riche passé industriel comme en témoignent les exemples ci-dessous.

### Tuileries
- La grande tuilerie - Fabrique de Bèze, fondée en 1835 par M. Chambrette puis dirigée par M. Chevigny, secondé par l'ingénieur M. Paul Thénard, était située à l'emplacement de l'hôtel restaurant « Le Bourguignon ». On devine encore derrière le bâtiment l'une des cheminées en brique. Exemples de production en 1855[19] : tuyaux de drainage, tuiles ordinaires et Altkirch, briques, pots à fleurs.
- Tuilerie de la petite fontaine, propriété de M. Thénard[20] : tuiles, briques, corniches, tuyaux de drainage, tuiles violon.

La fabrication de tuiles et de briques a apporté de profondes modifications à l'habitat traditionnel. Ces nouvelles productions ont progressivement remplacé les bâtiments en pisé et couverts de chaume et de lave.

### Forges
- Forges d'acier naturel[21] et laminoirs à tôle de fer et d'aciers. Établies vers 1818 à Bèze et Rome sous Bèze (lieu-dit) par M. Gédéon, elles sont rapidement reconnues pour la qualité de leurs produits, notamment la production d'armes à feu et armes blanches[22].

Par la suite la manufacture est exploitée par M. Sirodot puis M. Bureau.
- Fours anglais. Fabrique de limes, étrilles, clous à froid, clous avec des rognures de tôle, vis en fer à grand diamètre, avec écrous, tuiles en tôle vernissée, ayant la forme de tuiles romaines.

### Scierie

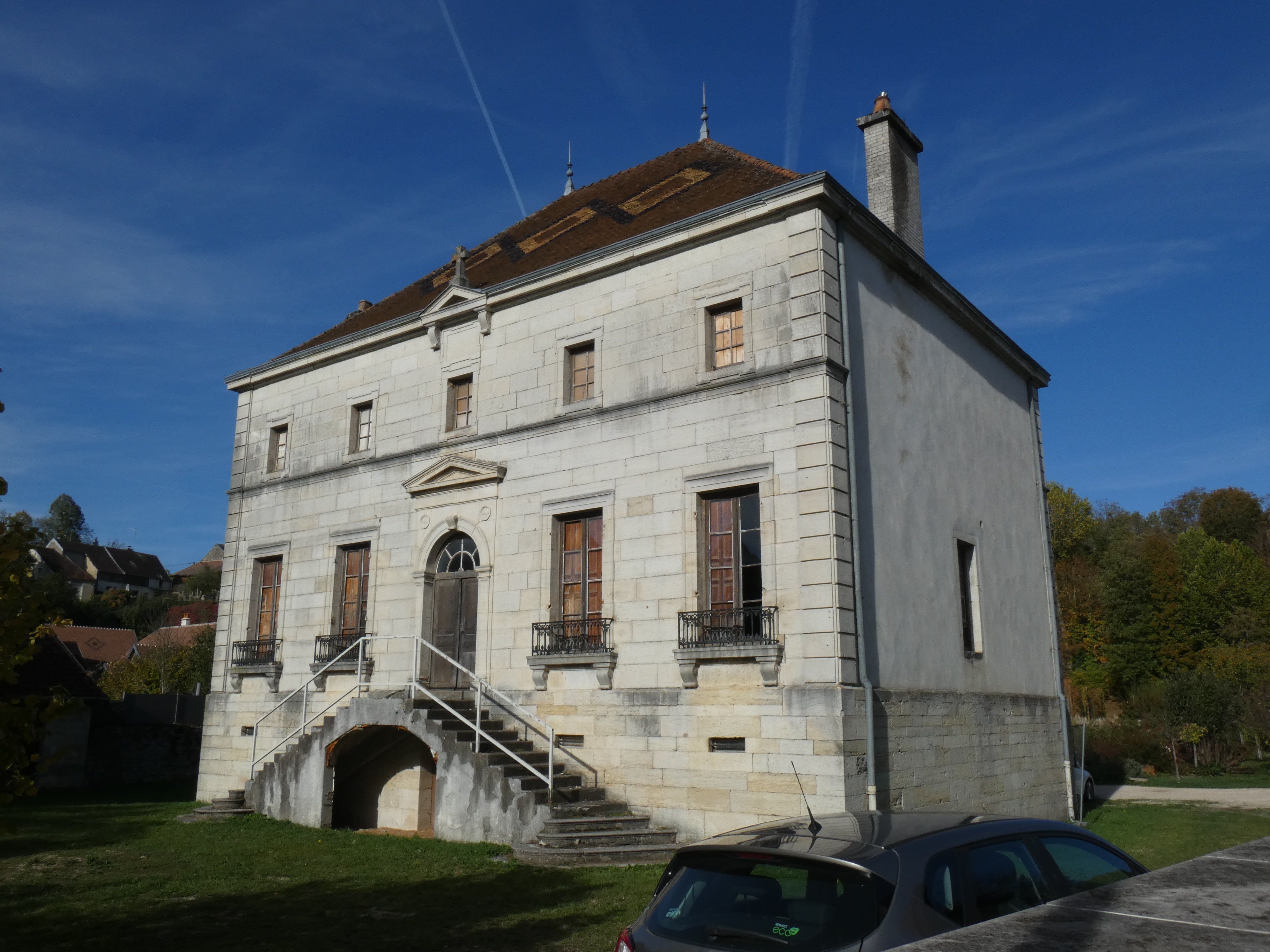
Ancienne cure, où résida jadis le chanoine Kir

Jean Chambrette fonda, vers la fin du XIXe siècle, une scierie dans le parc de l'ancien presbytère. Elle fonctionna grâce à une machine à vapeur, puis fut actionnée un moteur diesel et enfin par un moteur électrique. Elle occupait une dizaine d’ouvriers.
La scierie disposait d'un entrepôt et de logements. Les grumes venaient des bois de Bèze et d'autres communes de Côte d'Or. La scierie a compté jusqu'à 40 employés après la Seconde Guerre mondiale. Elle a fonctionné jusqu'en 1977, année où la liquidation a été prononcée, l'activité cessa en 1978. Le matériel fut ensuite démonté et vendu.
La halle de séchage a été construite en 1928, c'est l'unique vestige de cette scierie, elle est visible dans le parc de la Cure.
La commune, propriétaire du terrain, en reprit possession en 1991. L'ancienne halle accueille actuellement de nombreuses manifestations, le parc qui l'entoure a été aménagé. Il accueille notamment des plantations de houblon, une passerelle permet de traverser la Bèze pour rejoindre la promenade de la source et les grottes. L'ancienne cure été le lieu de résidence du chanoine Kir, sa mère est enterrée au cimetière communal.

### Pressoirs
Le bâtiment héberge actuellement[Quand ?] les écoles et le centre d'accueil périscolaire. Deux belles salles voutées étaient occupées par des pressoirs.

### Papeterie
Située à Rome, la papeterie de Bèze, fondée en 1604 par Claude Gaulet sur un terrain appelé Mère-Folie, a été successivement possédée et exploitée par Michel Monin, son gendre, et par Jean Dumay, mari de Guillemette, fille de celui-ci.
Cette fabrique, dont les produits jouissaient d'une réputation méritée, fut détruite vers 1787 par l'abbaye de Bèze qui l'avait acquise en 1747.

### Culture du houblon
Cette culture s'est répandue dans le canton au XIXe siècle et a perduré près d'un siècle. Bèze était devenue « capitale du houblon de Bourgogne ». L'ancienne houblonnière témoigne de ce passé. De nos jours le houblon n'est plus produit localement mais il existe une bière artisanale produite à Bèze, avec l'eau provenant de la source de la Bèze.

### Vignes
Peu de temps après la fondation de l'abbaye, les moines plantèrent des vignes, leur production la plus connue, le Clos de Bèze, un Gevrey-Chambertin Grand Cru, étant cependant délocalisée.

## Politique et administration
| Période                                  | Période  | Identité             | Étiquette | Qualité |
| ---------------------------------------- | -------- | -------------------- | --------- | ------- |
| 1810                                     | 1828     | André Dumay          | -         | -       |
| 1828                                     | 1831     | Joseph Sirodot       | -         | -       |
| 1831                                     | 1837     | Prudent Sirodot      | -         | -       |
| 1837                                     | 1837     | Rémi Antoine         | -         | -       |
| 1837                                     | 1840     | Joseph Sirodot       | -         | -       |
| 1841                                     | 1846     | François Rosat       | -         | -       |
| 1847                                     | 1848     | Rémi Antoine         | -         | -       |
| 1848                                     | 1848     | Philibert Bollenat   | -         | -       |
| 1848                                     | 1863     | Rémi Antoine         | -         | -       |
| 1863                                     | 1870     | Aubin Roydet         | -         | -       |
| 1870                                     | 1870     | Lucien Ganget        | -         | -       |
| 1870                                     | 1870     | François Gauthier    | -         | -       |
| 1871                                     | 1876     | François Rude        | -         | -       |
| 1876                                     | 1878     | Pierre-Rémy Antoine  | -         | -       |
| 1878                                     | 1882     | Pierre Bonnaire      | -         | -       |
| 1882                                     | 1884     | François Garnier     | -         | -       |
| 1884                                     | 1888     | Pierre Bonnaire      | -         | -       |
| 1888                                     | 1892     | Jean Poinsot         | -         | -       |
| 1896                                     | 1904     | Lépold Hans          | -         | -       |
| 1905                                     | 1919     | Claude Mortureux     | -         | -       |
| 1919                                     | 1935     | Maurice Hans         | -         | -       |
| 1935                                     | 1945     | Louis Breuil         | -         | -       |
| 1945                                     | 1959     | Robert Descailloz    | -         | -       |
| 1959                                     | 1965     | Raymond Lavoignat    | -         | -       |
| 1965                                     | 1977     | Robert Poinsot       | -         | -       |
| 1977                                     | 1989     | Bernard Dumont       | -         | -       |
| 1989                                     | 2007     | Roland Aguilon       | -         | -       |
| 2007                                     | 2010     | Serge Combacon       | -         | -       |
| 2010                                     | 2020     | René Kremer          | -         | -       |
| 2020                                     | En cours | Hervé de Saint-Seine |           |         |
| Les données manquantes sont à compléter. |          |                      |           |         |

## Démographie
Les habitants de la commune s'appellent des Bèzois ou des Bèzoises.
L'évolution du nombre d'habitants est connue à travers les recensements de la population effectués dans la commune depuis 1793. Pour les communes de moins de 10 000 habitants, une enquête de recensement portant sur toute la population est réalisée tous les cinq ans, les populations de référence des années intermédiaires étant quant à elles estimées par interpolation ou extrapolation. Pour la commune, le premier recensement exhaustif entrant dans le cadre du nouveau dispositif a été réalisé en 2006.

En 2022, la commune comptait 730 habitants, en évolution de +1,81 % par rapport à 2016 (Côte-d'Or : +0,82 %, France hors Mayotte : +2,11 %).
| 1793 | 1800 | 1806 | 1821 | 1831  | 1836  | 1841  | 1846  | 1851  |
| ---- | ---- | ---- | ---- | ----- | ----- | ----- | ----- | ----- |
| 883  | 903  | 969  | 975  | 1 031 | 1 107 | 1 226 | 1 210 | 1 173 |

| 1856  | 1861  | 1866  | 1872  | 1876  | 1881  | 1886  | 1891  | 1896  |
| ----- | ----- | ----- | ----- | ----- | ----- | ----- | ----- | ----- |
| 1 151 | 1 135 | 1 098 | 1 001 | 1 045 | 1 022 | 1 086 | 1 025 | 1 026 |

| 1901  | 1906 | 1911 | 1921 | 1926 | 1931 | 1936 | 1946 | 1954 |
| ----- | ---- | ---- | ---- | ---- | ---- | ---- | ---- | ---- |
| 1 007 | 942  | 870  | 762  | 720  | 721  | 664  | 659  | 585  |

| 1962 | 1968 | 1975 | 1982 | 1990 | 1999 | 2006 | 2011 | 2016 |
| ---- | ---- | ---- | ---- | ---- | ---- | ---- | ---- | ---- |
| 568  | 495  | 484  | 526  | 569  | 632  | 709  | 725  | 717  |

| 2021 | 2022 | - | - | - | - | - | - | - |
| ---- | ---- | - | - | - | - | - | - | - |
| 721  | 730  | - | - | - | - | - | - | - |

## Lieux et monuments
La commune est un Village fleuri avec deux fleurs.

### Grottes et résurgence de la Bèze
Les grottes se visitent tous les jours d'avril à novembre, à pied et en barque.
Connue depuis le Moyen Âge dans sa partie initiale, la Grotte de la Crétanne servait de refuge aux moines et aux villageois en cas d'invasion du bourg. La rivière souterraine fut découverte le 16 septembre 1950 par les membres du spéléo club de Dijon.

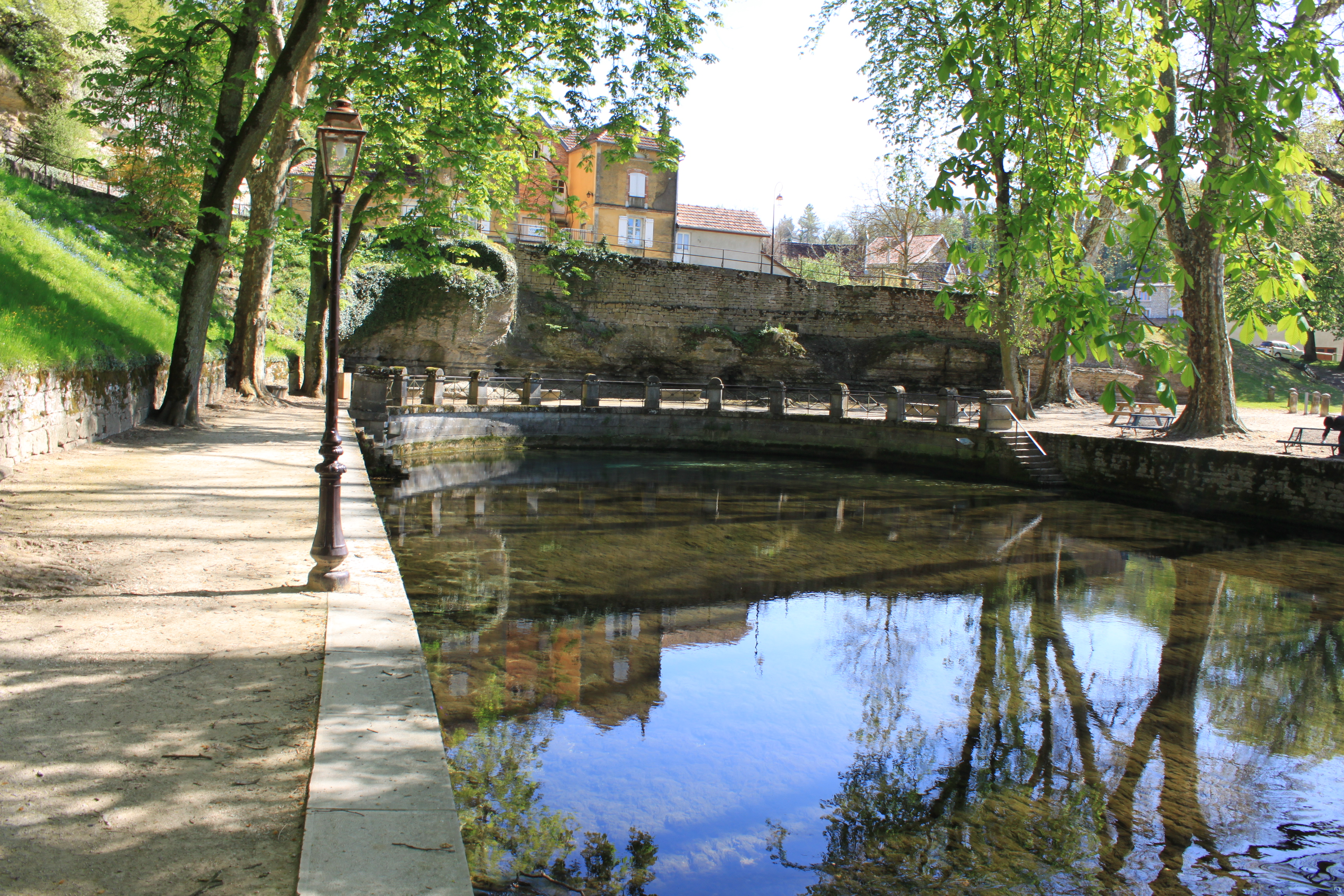
Promenade autour de la résurgence à Bèze.

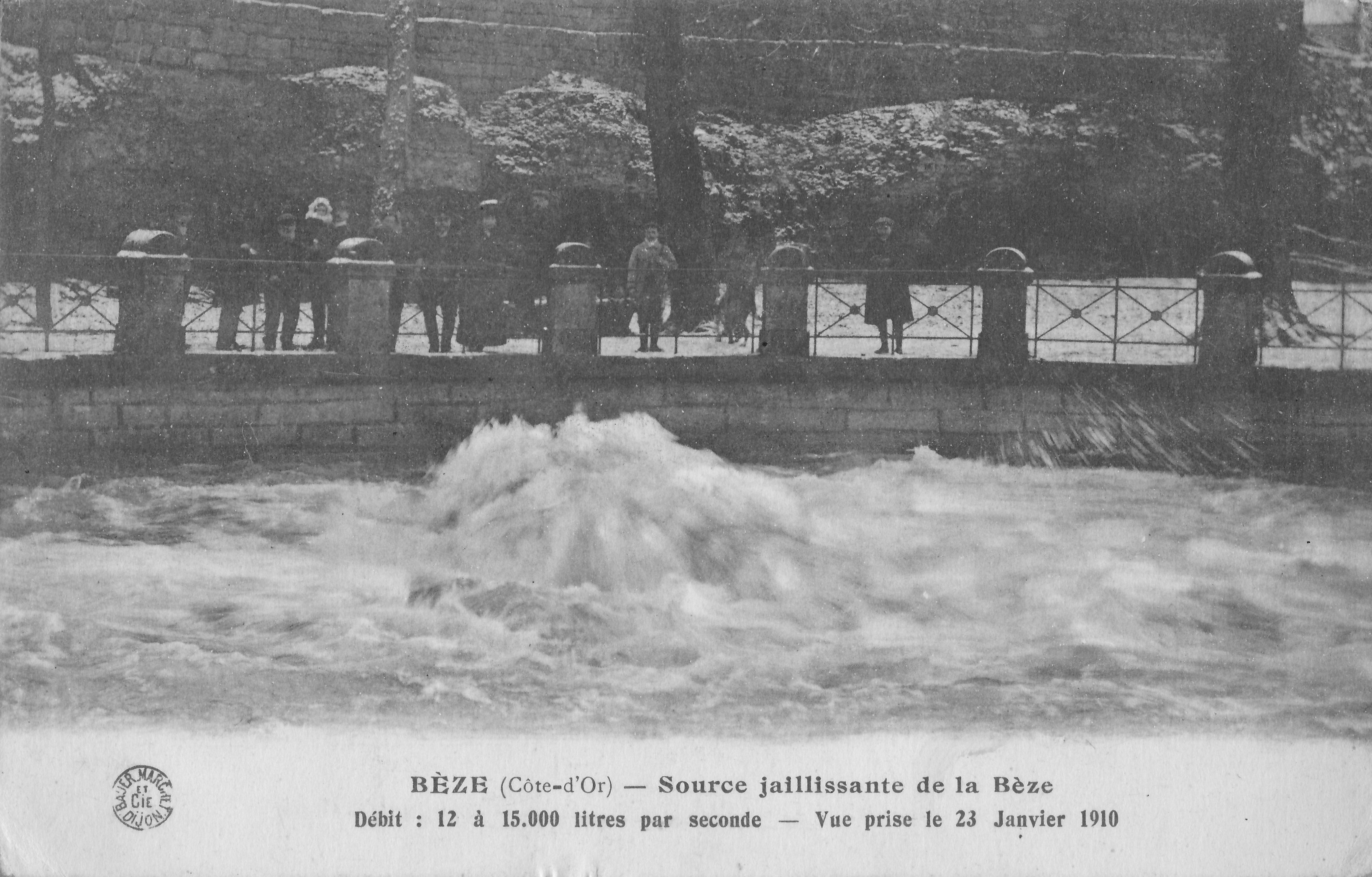
La source jaillissante de la Bèze vers 1910.

Le 5 mars 2006, de fortes précipitations de neige se sont abattues dans le département (40 à 50 cm de neige pendant le week-end), ce qui a eu pour effet de faire monter le niveau de la rivière 5 jours plus tard. Le parcours de la Bèze est de 31 kilomètres. Elle se jette dans la Saône près de Vonges. Au début du siècle, la source était jaillissante. Elle formait deux bouillons séparés importants, plus ou moins élevés d'après le débit (pouvant atteindre 2 mètres). À côté de ces deux sorties d’eau se trouvait un troisième petit bouillon. Par suite  de l'exploitation de la falaise par les moines comme carrière de pierre (les déblais étaient jetés dans la rivière en contrebas), des dégradations effectuées par les troupes allemandes, de la découverte de la grotte et de la rivière souterraine, de son exploration, et aussi de l’érosion naturelle produite par le passage de l'eau, ces bouillons n'apparaissent plus que lors des périodes de crues.
L'aménagement de la promenade de la source (classée monument historique) remonte à 1846, ses arbres ont plus de 150 ans.

### Ancienne abbaye Saint-Pierre

#### La tour des Francs
Cette ancienne tour datant du IXe siècle faisait partie des fortifications entourant le village au Moyen Âge. Elle est presque totalement détruite. Elle est appelée tour des Francs parce qu’elle était occupée et défendue par des francs-tireurs. Elle servait de tour d’alerte et de guet pour les villageois.

#### La cure
Ce bâtiment carré à la toiture bourguignonne a été construit entre 1830 et 1835 afin de remplacer l'ancienne Cure qui avait subi les outrages du temps. Ce fut la demeure du chanoine Kir qui, de 1910 à 1924, fut curé de Bèze. Il y vécut avec sa sœur et sa mère.

#### L’école monastique

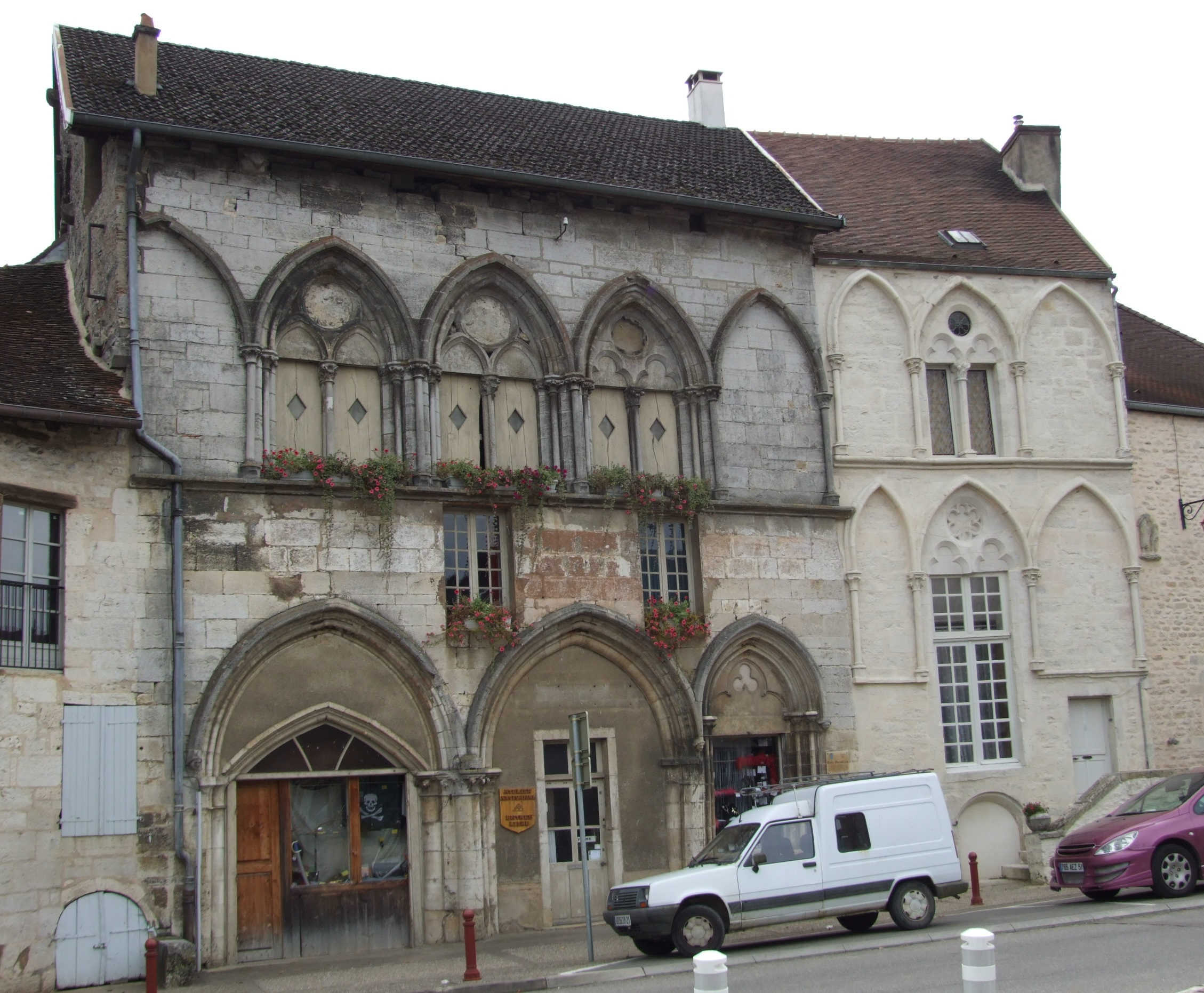
École monastique.

L'abbaye de Bèze fut une des premières à posséder une école monastique, dès 655. Celle-ci se trouvait dans l'enceinte de l'abbaye afin d'éduquer les jeunes moines. Plus tard, elle reçut des enfants des seigneurs et des nobles désirant s'instruire.
Pour faire face à son succès grandissant, une école extérieure fut fondée en 1280. En 1380, elle accueillait 40 garçons et 20 filles. Sa façade a été plusieurs fois remaniée. On peut remarquer des tripodes (trèfles) au-dessus des fenêtres, des têtes sculptées et des arcades de style gothique. En 1872, « l’hôtel du vieux monastère » s’y installa, puis une épicerie et la gare des autobus reliant Dijon à Gray.
La façade a failli partir pour les États-Unis en 1913. Ce bâtiment fut sauvé de la démolition et il obtint son classement par les Beaux-arts en 1914.

#### Le foubanal

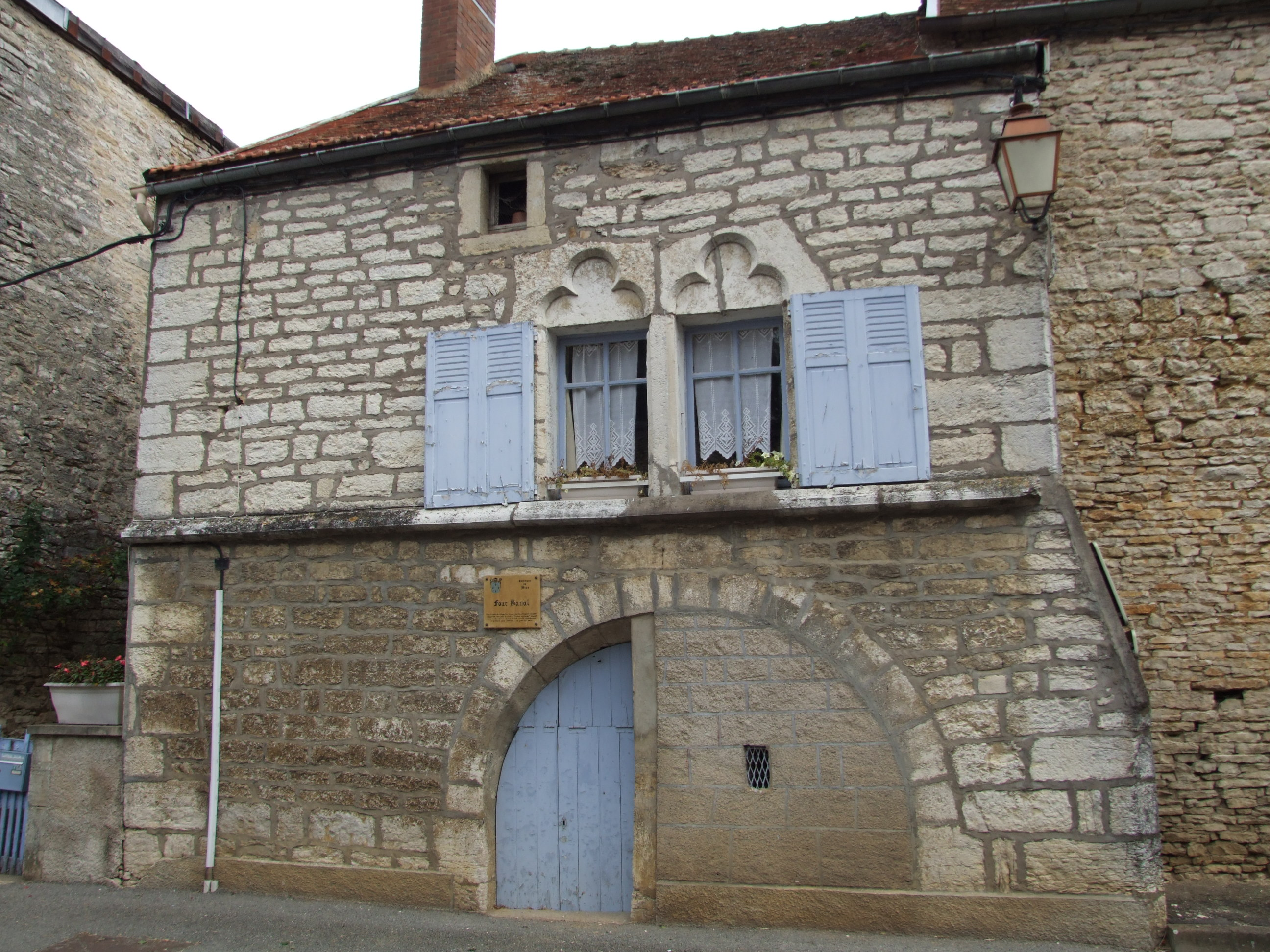
Four banal.

On voit encore la voûte de la halle du four, maintenant murée. Au premier étage, deux fenêtres accolées avec des arcades tréflées sont celles de l'ancien logis du moine chargé de son fonctionnement. Dans le logis, on voit encore une pièce avec alcôve, aux moulures en stuc d'époque Louis XV, une cheminée de la même époque, très bien sculptée et polie avec plaque de foyer à armoiries datant de 1738.
Les habitants du village étaient obligés d'y faire cuire leur pain. Ce four cessa de fonctionner le 15 octobre 1780 en échange d'une « redevance annuelle basée sur la situation de chacun. »

#### Le grenier à grains

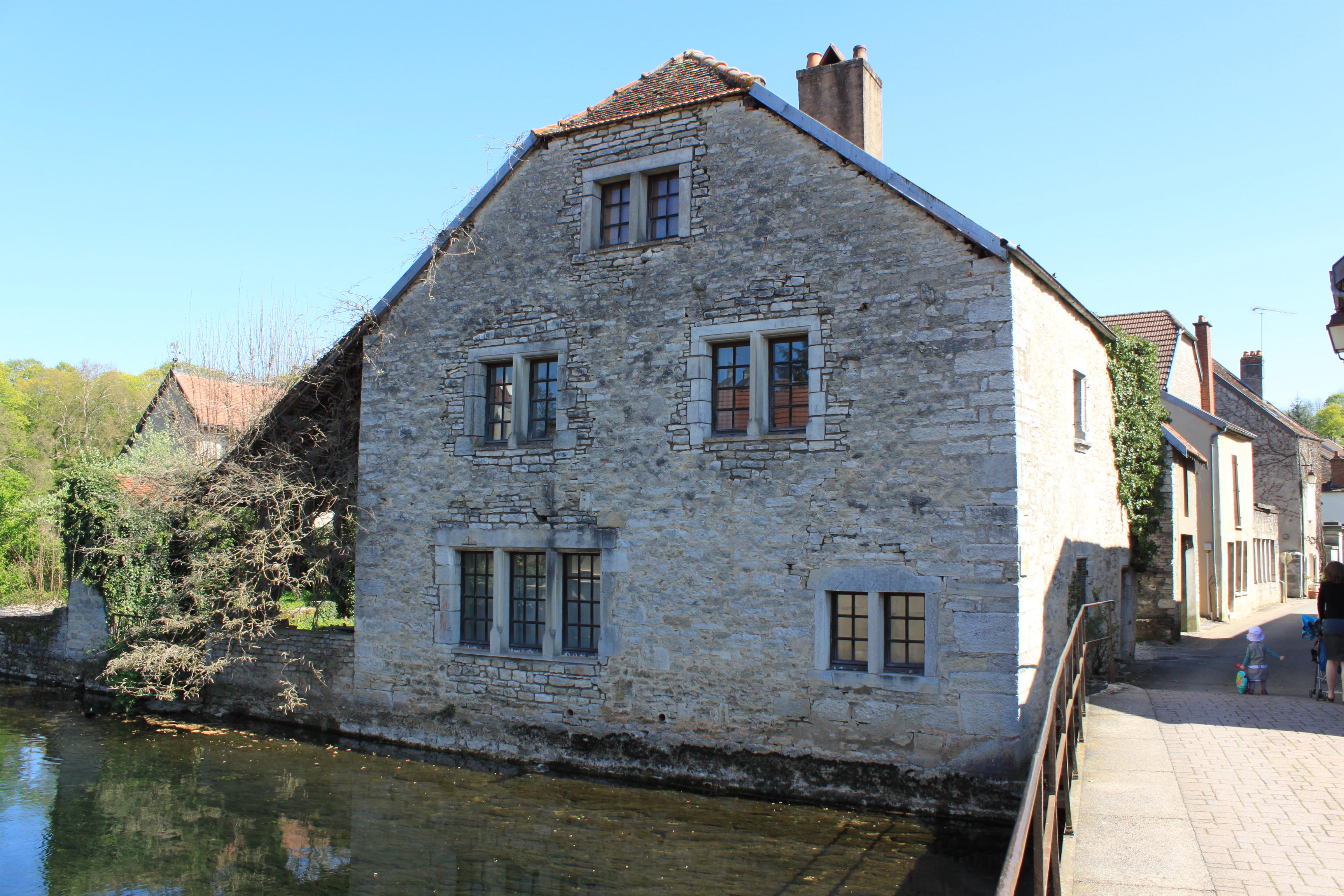
Grenier à blé.

C’est la plus ancienne maison de Bèze. Le premier étage servait de grenier à grains pour le monastère. En face, on voit une maison à colombage très ancienne elle aussi.

#### La chapelle Saint-Prudent
À la jonction de la rue Dom Clément et de la ruelle Saint-Prudent, on aperçoit un toit en pointe. Celui-ci abritait le chœur de la chapelle dédiée à saint Prudent. Cette chapelle, construite entre le XIe et le XIIe siècle, abritait les reliques de saint Prudent. Ces reliques auraient fait plus de 20 miracles et elles étaient très vénérées. La chapelle fut vendue à la Révolution comme bien national et transformée en logement.

#### La tour d’Oysel

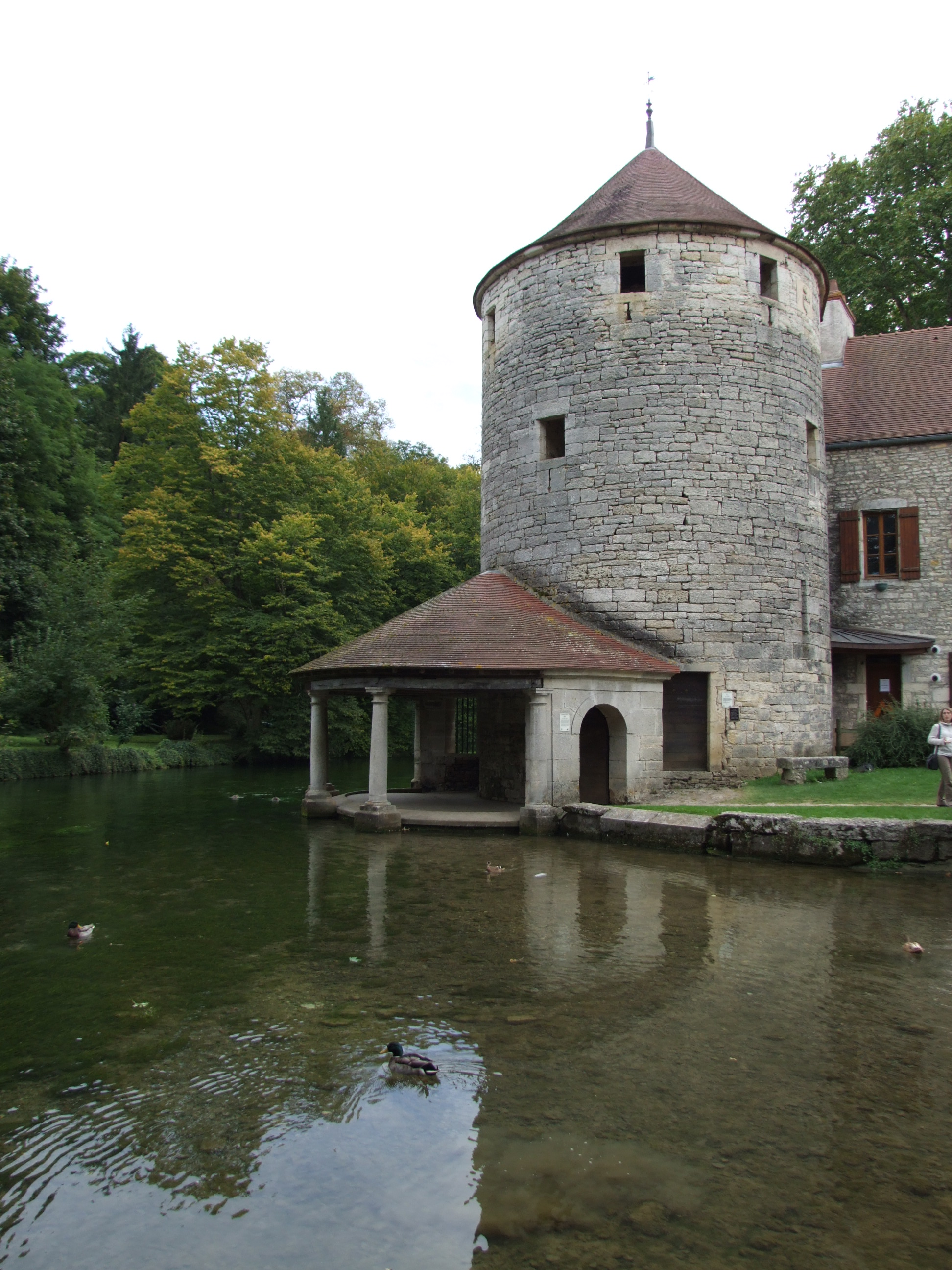
La tour d'Oysel.

C'est la deuxième tour des fortifications de l'abbaye subsistante de l'enceinte fortifiée du XVe siècle. Elle se situait à la jonction de la rivière et des douves entourant l'abbaye et qui seront comblées au XVIIIe siècle. Dès lors, la tour est désignée comme « servant de colombier ». Les murs ont 1,75 mètre d’épaisseur. Accolé à cette tour, il y a le « lavoir des sœurs ». L'école primaire Claude Monet est installée dans le grand bâtiment qui part de cette tour. Cette partie était l'ancienne cuverie des moines.

#### La tour de Chaux
C'est vers l'an 900 que le monastère s'est entouré de fortifications. Cette tour en est l'un des vestiges et l'une des tours restantes de l'enceinte de l'abbaye. Elle est dite tantôt « Tour aux choues » (= aux chouettes), tantôt « Tour de Chaux », parce qu'au VIIIe siècle il y avait un trou à chaux près de sa base (Inventaire de 1790). Elle a trois étages et ses murs ont environ 2 mètres d'épaisseur.

#### L'église Saint-Remi
La première chapelle paroissiale remonterait au VIIe siècle. 
La première église fut construite en 960 par les villageois et placée sous le patronage de saint Remi (un tableau à l'intérieur de l'église illustre cet événement). Saint Remi est l'évêque qui a baptisé Clovis et 3000 de ses soldats à Reims en 498. Cette église fut reconstruite de nombreuses fois car elle fut, comme le village et l'abbaye, détruite et incendiée 7 fois dans son histoire.
Le 1er juin 1119, Joceran de Brancion, évêque de Langres, consacre l'église.
L'église est reconstruite en 1209. Elle est détruite pour la dernière fois en 1636 par Matthias Gallas. On distingue encore, au niveau du transept (partie conservée la plus ancienne), des pierres de bossage ainsi que des meurtrières, il s'agissait donc d'une église fortifiée.
En 1768, son état est tel qu’il nécessite une reconstruction presque totale en 1790 sous la direction du curé Guelaud (premier maire de Bèze).
Une restauration totale de l'extérieur et de l'intérieur a été faite de 1995 à 1997 par la municipalité et une association de bénévoles.
À l'extérieur, on peut voir une statue en pierre sur un piédestal qui représente le Christ au lien (ou le Dieu de pitié). Il est appelé ainsi parce qu'il a les mains jointes. Les amputations de sa tête et de sa jambe gauche sont sans doute l'œuvre de mécréants. À côté est érigée une croix qui provient de l'ancien cimetière.

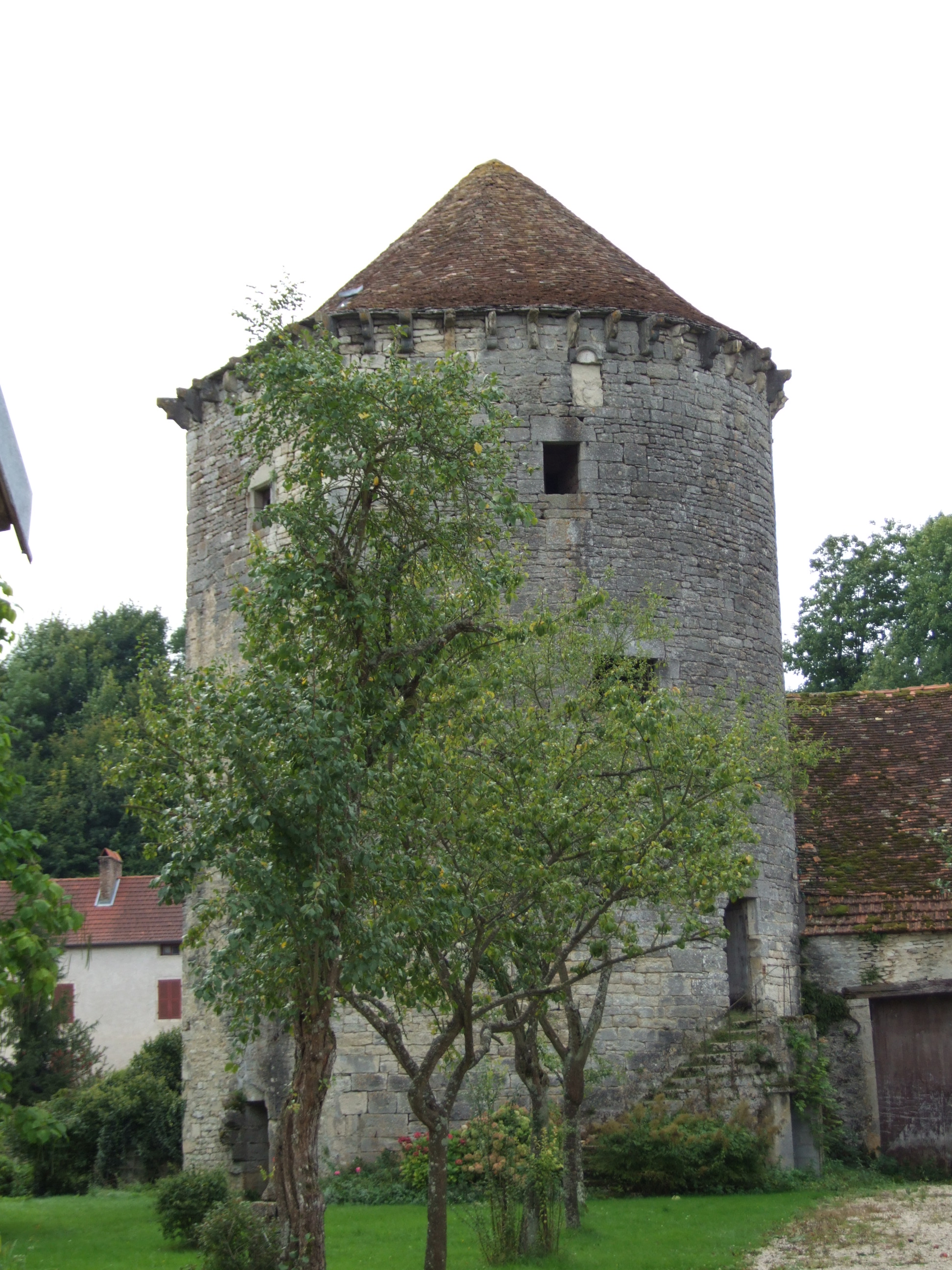
Tour des Chaux.
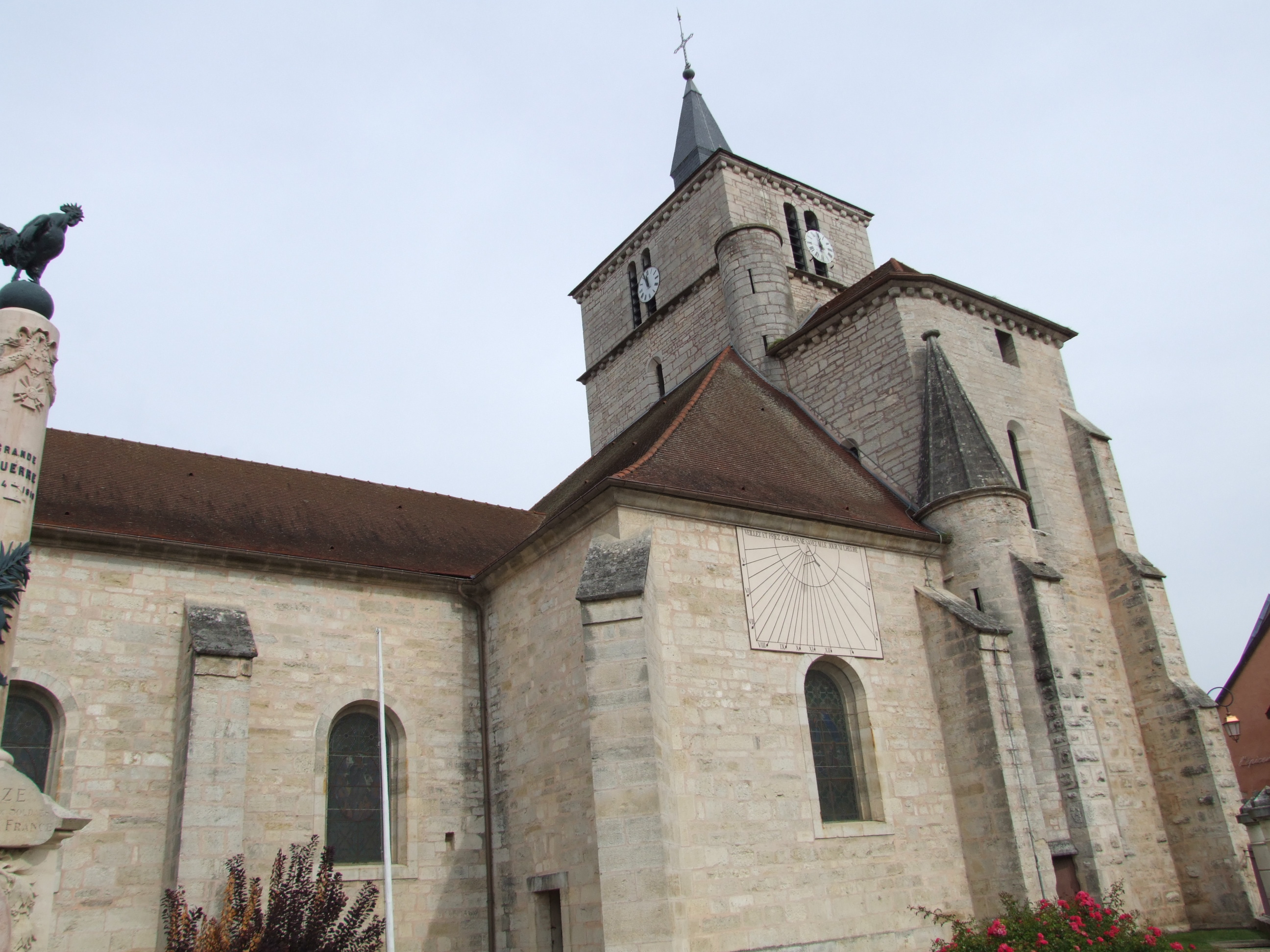
Église Saint-Rémi.

## Personnalités liées à la commune

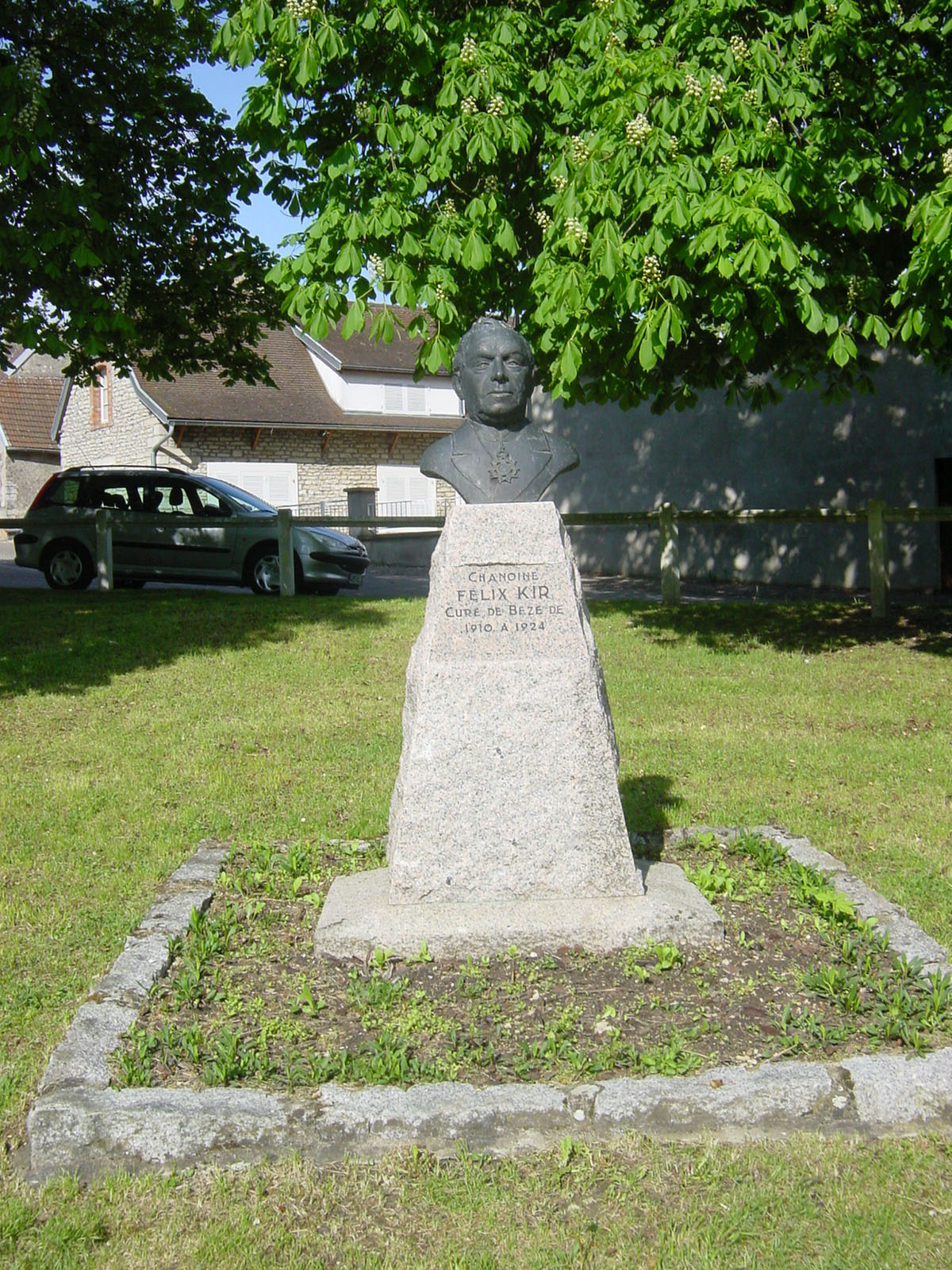
Le buste du chanoine Kir.

- Dom François Clément : célèbre moine écrivain qui fut l'auteur de 12 volumes sur l’histoire littéraire de la France et l’Art de vérifier les dates. Il naquit à Bèze le 7 avril 1714.
- Félix Adrien Kir, (dit le chanoine Kir), affecté à Bèze en 1910. En 1914, il part en guerre pour rejoindre une unité médicale aux armées. Il quitte Bèze en 1924 car il est nommé à Nolay (Côte-d'Or). Sa mère repose au cimetière de la commune.
- Saint Prudent : archidiacre et martyr de Narbonne. Un des événements importants de l’histoire de l’abbaye de Bèze, et peut-être la cause première de sa célébrité, est la possession des reliques de saint Prudent. Les différents miracles imputés à ses reliques ont été relatés par le moine Thibault.
- Charles Arnoult, juriste puis député, à l'origine du choix du nom du département de la Côte-d'Or, né à Bèze en 1734, mort en ce même village en 1796.

## Héraldique
| Blason | Blasonnement : D'azur à la clef et à l'épée, le tout d'argent, posées en sautoir et aux quatre fleurs de lys d'or réparties en chef, en pointe, à dextre et à senestre. |